# Xyletobius gossypii
Xyletobius gossypii là một loài bọ cánh cứng thuộc họ Ptinidae.